# Campagna di Francia
La campagna di Francia (nella storiografia francese Bataille de France, nella storiografia tedesca Westfeldzug), fu l'insieme delle operazioni militari tedesche che portarono all'invasione della Francia, del Belgio, dei Paesi Bassi e del Lussemburgo durante la seconda guerra mondiale. La campagna militare consistette in due grandi operazioni denominate dal comando supremo tedesco, Fall Gelb ("caso giallo") e Fall Rot ("caso rosso"). La prima operazione, iniziata il 10 maggio 1940 al termine della cosiddetta "strana guerra", si riferisce all'invasione tedesca del Belgio, dei Paesi Bassi, del Lussemburgo e della Francia. Mentre la seconda operazione si riferisce all'aggiramento della Linea Maginot e del consolidamento dell'avanzata all'interno della Francia.
La Wehrmacht, contrariamente alle previsioni alleate, impegnò la maggior parte delle proprie forze corazzate nelle Ardenne con la manovra detta Sichelschnitt ("colpo di falce"), aggirando in tal modo la Linea Maginot e cogliendo impreparati gli Alleati. Il 10 giugno l'Italia dichiarò guerra alla Francia, mentre il 14 giugno Parigi venne occupata dalle truppe tedesche, e il governo francese riparava a Bordeaux. La Francia capitolò il 25 giugno. La guerra sul fronte occidentale si concluse con una spettacolare vittoria tedesca, ottenuta grazie all'ampio impiego delle forze corazzate e meccanizzate, la cooperazione fra le forze di terra e la Luftwaffe, e i lanci di paracadutisti oltre le linee nemiche.
Stipulata la pace, la Francia venne divisa in una zona militare di occupazione a nord e lungo le coste dell'Atlantico, mentre a sud fu instaurato un governo collaborazionista, la Repubblica di Vichy. Il Corpo di Spedizione Britannico (BEF) venne evacuato dal territorio francese durante la battaglia di Dunkerque, nell'ambito dell'operazione Dynamo, assieme a diverse unità francesi che erano scampate all'accerchiamento, durante le prime fasi dell'attacco tedesco, e che costituirono il nucleo della forze della Francia Libera sotto il comando di Charles de Gaulle.
La Francia rimase occupata per quattro anni durante i quali venne costruito un imponente sistema difensivo, il Vallo Atlantico, allo scopo di prevenire sbarchi degli Alleati nell'Europa continentale. Solo con lo sbarco in Normandia del giugno 1944, iniziò la campagna di liberazione della Francia dal regime nazista.

## Preludio
Dopo la campagna di Polonia dell'anno precedente e la cosiddetta "strana guerra", era ormai evidente che dopo la vittoria ad est la Germania nazista avrebbe impiegato tutta la propria potenza militare ad occidente. Nei piani di Hitler l'attacco doveva essere lanciato il 12 novembre 1939, ma i suoi generali riuscirono a convincerlo a posticipare l'invasione all'anno successivo. Nell'aprile del 1940 i tedeschi lanciarono un attacco "preventivo" contro le neutrali Danimarca e Norvegia (operazione Weserübung), essenzialmente per questioni strategiche, dato che, specialmente la Norvegia era ricca di risorse necessarie all'industria bellica tedesca e che le sue basi meglio si prestavano ad ospitare gli U-Boot tedeschi negli scontri nell'Atlantico.
In risposta a queste mosse venne approntato un contingente alleato (costituito in gran parte con forze britanniche, con l'apporto di forze francesi e polacche) che venne inviato a sostegno del paese scandinavo (si veda Campagna di Norvegia). Nei fatti i governi di Francia e Gran Bretagna erano rimasti negativamente sorpresi dalla rapida sconfitta della Polonia, e dalle nuove tattiche militari impiegate dalla Wehrmacht. Nei piani militari dei due paesi era previsto che la Germania, come nella prima guerra mondiale, si sarebbe trovata impegnata su due fronti, determinando una suddivisione delle proprie forze, consentendo in tal modo alle forze Alleate di contenere meglio il probabile attacco tedesco ad ovest.
Secondo le previsioni del Comandante supremo dell'esercito francese, il generale Maurice Gamelin, l'attacco tedesco si sarebbe svolto come il Piano Schlieffen del conflitto precedente, e proprio per questo si era diffuso, sia in certi ambienti politici, che nell'opinione pubblica, il convincimento che una strategia basata su una solida linea difensiva si accordasse meglio con le esigenze di una guerra moderna. Venne per questo implementato un grande complesso difensivo, la Linea Maginot, mentre gli elementi migliori dell'esercito francese e il Corpo di Spedizione Britannico (BEF) vennero dislocati nel nord del paese, nell'area del fiume Dyle e, una volta scattata l'offensiva tedesca, queste forze si sarebbero mosse verso il Belgio e i Paesi Bassi.
Proprio come pensava lo stato maggiore francese, l'originale Fall Gelb prevedeva l'invasione del Belgio, e forse dei Paesi Bassi per poi dirigersi a sud lungo la Manica, fino alla Normandia, e di lì a Parigi. Tuttavia un incidente incorso ad un aereo tedesco che trasportava alcuni ufficiali tedeschi con i piani dell'invasione (l'aereo si perse nella nebbia e fu costretto ad atterrare in Belgio), costrinse Hitler a rivedere le proprie strategie.
Il nuovo piano tedesco, anche se inizialmente ostacolato dall'Oberkommando der Wehrmacht (OKW), venne elaborato da Erich von Manstein, Capo di stato maggiore del gruppo d'armate A di Gerd von Rundstedt, con l'apporto di Guderian, il padre delle panzertruppen tedesche: il piano prevedeva che le truppe corazzate del Gruppo d'armate A, attraversando il Lussemburgo, avrebbero investito la Mosa tra Sedan e Dinant, sfondando le difese francesi nelle Foreste delle Ardenne, ritenute (solamente dal comando francese) per la conformazione del terreno, inaccessibili alle truppe corazzate; e da lì spingersi fino a Boulogne e a Calais sulla Manica, accerchiando così le forze alleate schierate tra la Francia e il Belgio, il nuovo piano venne chiamato Sichelschnitt, (colpo di falce), malgrado ciò nei documenti militari tedeschi spesso si incontra il nome originario.
Bisogna però tener in conto che la "conversione" dei comandi tedeschi alla nuova tattica (Blitzkrieg) non era stata completa, all'interno dell'OKW rimanevano infatti forti diffidenze verso i problemi logistici e difensivi che il nuovo piano avrebbe potuto dare, in particolare si temeva per l'approvvigionamento di armi e carburante delle truppe d'assalto (la carenza di rifornimenti aveva creato gravi problemi nel corso del precedente attraversamento delle Ardenne durante la prima guerra mondiale) e per l'esposizione dei fianchi delle colonne corazzate a possibili attacchi provenienti dai lati; Guderian sosteneva invece che la velocità e la profondità dell'attacco avrebbero impedito al nemico di riorganizzarsi.

## Le forze in campo
La Wehrmacht impiegò sul fronte occidentale tre gruppi d'armate: Gruppo d'armate A (Gerd von Rundstedt) con 45 divisioni di cui 7 corazzate; Gruppo d'armate B (Fedor von Bock) con 29 divisioni di cui 3 corazzate; Gruppo d'armate C (Wilhelm Ritter von Leeb) con 19 divisioni. Questo terzo gruppo teneva una posizione difensiva sulla Linea Maginot, mentre l'offensiva principale venne lanciata dal Gruppo d'armate A nelle Ardenne; con l'appoggio del Gruppo d'armate B che nel frattempo invadeva il Belgio e i Paesi Bassi. Di fronte a loro, circa 100 divisioni francesi, poche delle quali mal armate, oltre al BEF, alle 15 divisioni belghe e alle 10 olandesi. Un vantaggio netto in termine numerico, che fu neutralizzato da alcuni fattori cruciali: la nuova dottrina bellica tedesca, mirante a trovare un singolo Schwerpunkt (punto focale) in cui travolgere l'avversario, per non parlare delle sorpassate dottrine militari dei francesi, fondamentalmente difensive, che li portarono a disperdere i propri carri armati tra le formazioni di fanteria per fungere da appoggio. I francesi rimasero stupefatti dalla violenza e dalla rapidità dell`attacco tedesco, non avendo compreso appieno le capacità delle nuove Panzerdivision.
Inoltre gli alleati non avevano la possibilità di contrastare efficacemente la potenza aerea tedesca, il cui dominio dell'aria fu determinante per la riuscita delle operazioni di sfondamento. Le forze aeree francesi, terribilmente trascurate nel corso degli anni trenta, potevano opporre alla Luftwaffe circa 1200 aeroplani bellicamente efficienti, tra cui ben pochi bombardieri. Quasi tutti i modelli francesi erano antiquati o comunque surclassati dai pari classe tedeschi. Le forze aeree britanniche in appoggio al BEF erano parimenti in numero inadeguato per influire sulle operazioni.

## L'invasione del Benelux e del nord della Francia

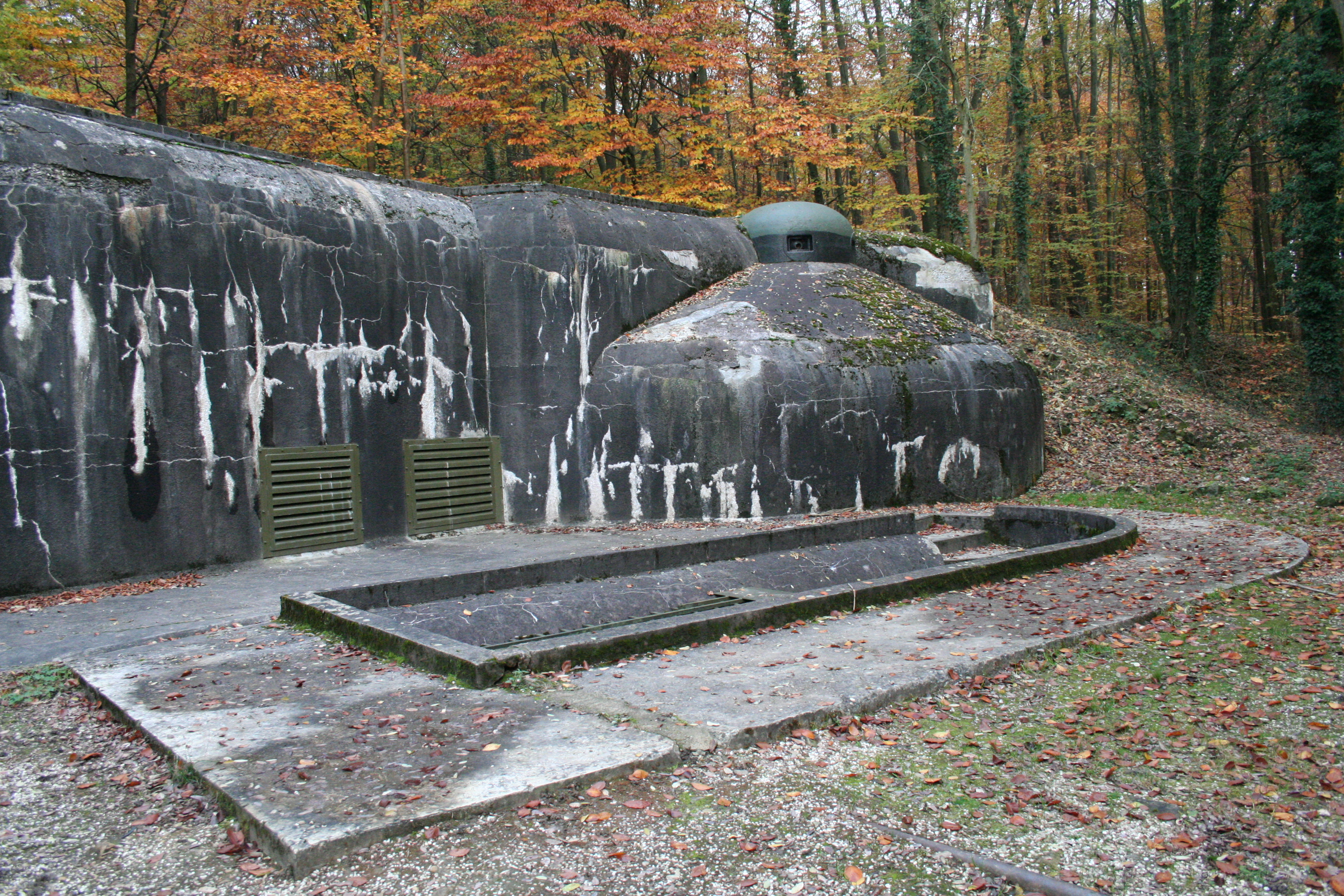
Forte di Schoenenbourg della Linea Maginot (novembre 2005).

Secondo i piani alleati, i tedeschi avrebbero impiegato almeno 10 giorni per superare la miriade di canali e fiumi olandesi. L'attacco della Wehrmacht all'Olanda fu preceduto, invece, dalla prima operazione aviotrasportata della storia: il 10 maggio nuclei di Fallschirmjäger (paracadutisti) tedeschi della VII Divisione aerea e della XXII Divisione da sbarco, sotto il comando di Kurt Student, vennero paracadutati sui principali ponti sulla Mosa, nelle strade di Rotterdam e nella fortezza belga di Eben-Emael, occupando tutti gli obiettivi chiave e facilitando in tal modo l'avanzata del gruppo d'armate B.
Il comando alleato reagì immediatamente inviando verso nord le proprie forze in quello che sembrava, da parte Alleata, un rifacimento del piano Schlieffen: in realtà i francesi, spingendo verso nord-est le loro migliori armate, senza un'adeguata copertura aerea, e con una linea di rifornimenti molto flebile, avrebbero inconsapevolmente favorito ulteriormente l'avanzata tedesca.
Difatti, la Luftwaffe, forte dell'esperienza maturata nella guerra civile spagnola e nella campagna di Polonia, ebbe facilmente ragione delle forze aeree anglo-francesi, impedendo così ai comandi alleati di ottenere informazioni precise circa i movimenti delle forze corazzate tedesche. Nel contempo le forze paracadutiste tedesche, nonostante la cattura di tutti gli obiettivi prefissati (in particolare le cittadine di Ypenburg, Ockenburg, e Valkenburg), vennero pesantemente impegnate a Rotterdam, dove dovettero fronteggiare il contrattacco di due divisioni di fanteria olandesi: gli scontri, particolarmente cruenti, provocarono la morte e la cattura di 1745 Fallschirmjäger, dei quali 1200 vennero condotti in Inghilterra.
Considerata la propria situazione strategica e sotto la minaccia di pesanti bombardamenti della Luftwaffe (Bombardamento di Rotterdam), i Paesi Bassi si arresero il 15 maggio, sebbene ci fossero ancora alcune sacche di resistenza in Zelanda. In Belgio, il forte di Eben-Emael, considerato uno dei forti più imprendibili d'Europa, difeso da 780 uomini, venne occupato in 30 ore di accaniti combattimenti da 80 soldati tedeschi atterrati con nove alianti sulla sua copertura, nonostante il tentativo di raggiungere la fortezza da parte del Corpo di Spedizione Britannico (BEF) che, insieme alla II Armata francese, venne respinto dalle forze della VI Armata tedesca di von Reichenau.

### "L'azzardo delle Ardenne"
Alle 5.35 del 10 maggio, mentre il gruppo d'armate B penetrava nei Paesi Bassi, scattò l'operazione Sichelschnitt ("colpo di falce"): la XII Armata di Wilhelm List e il Panzergruppe K di von Kleist sfondarono nel punto di congiunzione tra la II e la IX Armata francese. Il 12 maggio von Kleist raggiunse la Mosa. Sedan, sulla riva destra del fiume fu occupata da Guderian, mentre più a nord Rommel raggiungeva Dinant. Nonostante i francesi avessero fatto saltare tutti i ponti, sotto la protezione degli Stuka e dell'artiglieria, reparti di genieri e granatieri riuscirono ad attraversare la Mosa presso Sedan, consolidando poi le teste di ponte e preparando il passaggio per i mezzi corazzati. Il 14 maggio due battaglioni corazzati francesi attaccarono le forze tedesche della testa di ponte, ma vennero respinti dai primi panzer che avevano attraversato il fiume; improvvisamente, allora, tra le file francesi si produsse un effetto di allucinazione collettiva, che creò l'illusione di vedersi già davanti i panzer tedeschi.
La sera del 14 maggio il generale Corap fece arretrare di 16 chilometri la sua IX Armata facilitando così al XLI Corpo d'armata tedesco l'attraversamento della Mosa presso Monthermé. Destituito Corap, il nuovo comandante, generale Giraud non poté rimediare all'errore, per cui anche la II Armata francese del generale Charles Huntziger, rimasta scoperta sul fianco sinistro, fu costretta a ripiegare: tra Sedan e Dinant sette divisioni corazzate iniziarono ad avanzare di gran carriera nella falla di 50 km che si era aperta nel fronte francese.

### LaBlitzkrieg

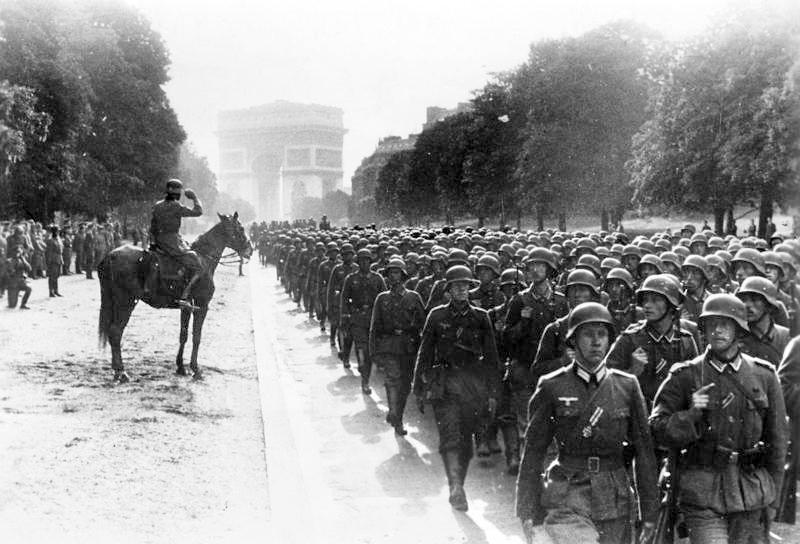
L'esercito tedesco entra a Parigi il 14 giugno

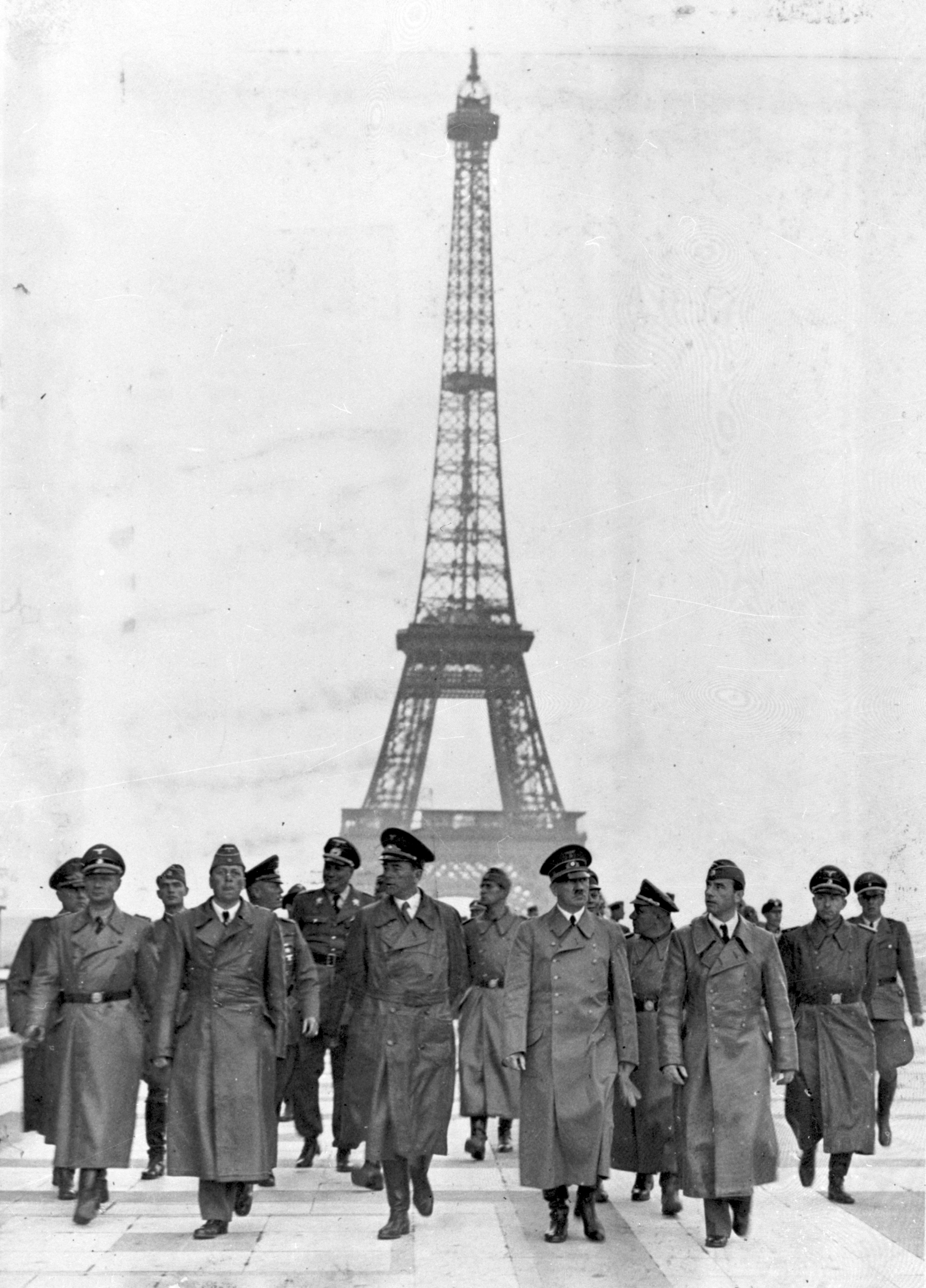
Adolf Hitler a Parigi. Il dittatore visitò più di una volta la capitale francese, a partire dal 30 giugno

La battaglia di Francia fu affrontata dai tedeschi impiegando al meglio la tattica della Blitzkrieg, già inizialmente collaudata in Polonia: la sconfitta del nemico per mezzo di un veloce accerchiamento strategico, eseguito da forze meccanizzate, che porta al collasso operativo. Von Manstein aveva certamente in mente un accerchiamento strategico, comunque le tre dozzine di divisioni di fanteria che seguirono i Panzerkorps non erano lì solo per consolidare le conquiste. Si trattava in realtà del contrario, agli occhi dell'Alto Comando tedesco i Panzerkorps avrebbero dovuto svolgere un compito circoscritto.
I loro contingenti di fanteria motorizzata avrebbero assicurato l'attraversamento dei fiumi e i reggimenti di carri armati avevano conquistato una posizione dominante, consolidando le conquiste e permettendo alle divisioni di fanteria di posizionarsi per la vera battaglia: forse una classica Kesselschlacht, se il nemico fosse rimasto a nord, forse un combattimento di incontro, se avesse cercato di fuggire verso sud. In entrambi i casi una massa enorme di divisioni tedesche, sia corazzate che di fanteria, avrebbe cooperato per annientare il nemico, in accordo con la dottrina corrente. I Panzerkorps, comunque, non avrebbero dovuto causare il collasso del nemico da soli, ma avrebbero dovuto aspettare i rinforzi della fanteria.
Ad ogni modo il giorno 16 sia Guderian che Rommel, con un atto di aperta insubordinazione nei confronti dei superiori, disobbedirono agli espliciti ordini diretti e spinsero all'attacco le loro divisioni di molti chilometri verso ovest, il più rapidamente possibile. Guderian raggiunse Marle, a 80 chilometri da Sedan, Rommel attraverso la Sambre a Le Cateau, a un centinaio di chilometri dalla "sua" testa di ponte, Dinant. Mentre nessuno sapeva la posizione esatta di Rommel (egli era avanzato così velocemente da essere fuori dalla portata del contatto radio, facendo guadagnare alla sua 7. Divisione Panzer il soprannome di Gespenster-Division, "Divisione Fantasma"), un von Kleist infuriato volò da Guderian la mattina del 17 maggio e dopo un'accesa discussione lo sollevò da tutti gli incarichi. Comunque von Rundstedt, comandante in capo del gruppo d'armate A, non ne volle sapere niente e rifiutò di confermare l'ordine.
Si è rivelato difficile spiegare le azioni di entrambi i generali. Rommel venne costretto a suicidarsi da Hitler prima della fine della guerra, e quindi non poté mai chiarire il suo comportamento in piena libertà. Dopo la guerra Guderian sostenne di aver agito di sua iniziativa, in pratica inventando la Blitzkrieg all'istante. Molti storici hanno sin da allora considerato questa come una vuota pretesa, negando qualsiasi divisione radicale all'interno della dottrina operativa tedesca dell'epoca, minimizzando il conflitto come una semplice differenza di opinione sui tempi e evidenziando che l'affermazione di Guderian non combacia con il suo ruolo dichiarato di essere stato il profeta della Blitzkrieg già prima della guerra.
Comunque, i suoi scritti prebellici rigettano esplicitamente il solo accerchiamento strategico da parte di forze motorizzate come generalmente sufficiente a causare il collasso operativo. Inoltre, non vi è riferimento esplicito a tale tattica nei piani di battaglia tedeschi, la blitzkrieg dovrebbe essere vista più che come una "dottrina", come una scuola di pensiero interna all'esercito tedesco che aveva i suoi maggiori esponenti in alcuni "giovani" generali (mentre l'età media degli alti comandi della Wehrmacht era di 65 anni Guderian aveva "solo" 52 anni, Sepp Dietrich 48) spesso osteggiata da elementi più conservatori all'interno dello Stato Maggiore tedesco.

### La reazione Alleata
I Panzerkorps rallentarono considerevolmente la loro avanzata, ma si erano messi in una posizione molto vulnerabile: si erano spinti troppo in avanti, allungando eccessivamente le linee di rifornimento, e soffrendo, di conseguenza della mancanza di carburante e di pezzi di ricambio, dato che molti carri armati erano inutilizzabili. Esisteva ora un pericoloso vuoto tra loro e la fanteria; un attacco determinato da parte di una grande e fresca forza meccanizzata avrebbe potuto tagliarli fuori e spazzarli via.
L'Alto Comando francese comunque, si stava riprendendo dallo shock dell'improvvisa offensiva ed era colpito da un senso di disfatta. La mattina del 15 maggio, il Presidente del Consiglio francese Paul Reynaud telefonò all'appena nominato Primo ministro del Regno Unito Winston Churchill e gli disse: "Siamo stati sconfitti. Siamo battuti; abbiamo perso la battaglia." Churchill, tentando di consolare Reynaud, gli ricordò di quando i tedeschi avevano sfondato le linee alleate durante la prima guerra mondiale venendo poi arrestati. Reynaud era comunque inconsolabile.
Churchill volò a Parigi il 16 maggio. Egli riconobbe immediatamente la gravità della situazione quando osservò che il governo francese stava già bruciando i suoi archivi e preparando l'evacuazione della capitale. In un lugubre incontro con i comandanti francesi, Churchill chiese al Generale Gamelin, "Dov'è la riserva strategica?" che aveva salvato Parigi nella prima guerra mondiale. "Non esiste," rispose Gamelin. In seguito Churchill descrisse l'accoglimento di questa notizia come il momento più sconvolgente della sua vita. Churchill chiese a Gamelin quando e dove il generale proponeva di lanciare un contrattacco ai fianchi del grosso delle forze tedesche. La replica di Gamelin fu "inferiorità nei numeri, inferiorità nell'equipaggiamento, inferiorità nei metodi".
Gamelin era nel giusto; la gran parte delle divisioni della riserva era stata impegnata. L'unica divisione corazzata ancora nella riserva, la seconda DCR, attaccò il 16 maggio. Ad ogni modo le divisioni corazzate della fanteria francese, le Divisions Cuirassées de Réserve, nonostante il loro nome erano unità di sfondamento molto specializzate, ottimizzate per l'attacco di posizioni fortificate; potevano essere abbastanza utili per la difesa, se trincerate, ma avevano poca utilità per uno scontro in campo aperto: non potevano eseguire tattiche combinate carri-fanteria in quanto non avevano un'importante componente di fanteria motorizzata e, cosa ancora più importante, erano sprovviste di apparecchi radio individuali (mentre i tedeschi ne avevano una in ogni carro), cosa che rendeva impossibile di fatto il comando e controllo in una battaglia d'incontro; in più avevano una scarsa mobilità tattica in quanto i loro Char B1 bis, il modello principale sul quale era stato investito metà del budget per i carri armati, doveva fare rifornimento due volte al giorno. La seconda DCR si schierò così in uno schieramento protettivo, le cui sotto-unità combatterono coraggiosamente ma senza un effetto strategico.
Naturalmente, alcune delle migliori unità dislocate nel nord avevano già avuto dei piccoli scontri con i tedeschi; fossero state tenute nelle riserva avrebbero potuto venire impiegate in un contrattacco decisivo. Esse però avevano perso molta forza di combattimento semplicemente muovendosi verso nord; affrettarsi nuovamente verso sud gli sarebbe costato ancora di più. La più potente delle divisioni alleate, la I DLM (Division Légère Mécanique, "leggera" in questo caso significa "mobile"), si dispiegò vicino a Dunquerque il 10 maggio, avendo mosso le sue unità avanzate di 220 chilometri a nord-est, alle spalle della città olandese di 's-Hertogenbosch, in 32 ore. Trovando che gli olandesi si erano già ritirati verso nord, venne ritirata e dirottata verso sud. Quando incontrò nuovamente i tedeschi, dei suoi 80 carri SOMUA S35, solo tre erano funzionanti, gli altri si erano fermati principalmente a causa di guasti.
Ciononostante, una decisione radicale di ritirarsi a sud, evitando lo scontro, avrebbe potuto probabilmente salvare gran parte delle divisioni meccanizzate e motorizzate, compresa il BEF. Questo avrebbe comunque significato abbandonare circa trenta divisioni di fanteria al loro destino. La semplice perdita del Belgio sarebbe stata politicamente, un enorme colpo. Inoltre gli Alleati erano incerti circa le intenzioni dei tedeschi i quali minacciavano l'avanzata in quattro direzioni diverse: a nord, per attaccare direttamente la principale forza alleata; a ovest, per isolarla; a sud, per occupare Parigi e perfino ad est, per muoversi dietro la Linea Maginot.
I francesi decisero di creare una nuova riserva, tra cui una ricostituita VII Armata comandata dal generale Touchon, usando tutte le unità che potevano essere distolte dalla Linea Maginot per bloccare la strada verso la capitale francese. Il colonnello Charles de Gaulle, al comando della IV Divisione corazzata, assemblata in tutta fretta, tentò di lanciare un attacco da sud, ottenendo un certo successo che in seguito gli avrebbe dato una considerevole fama e la promozione a Brigadiere Generale. Gli attacchi di de Gaulle, del 17 e 19 maggio, che sembrarono salvare Parigi per diverse settimane, diedero pochi frutti quando le rinforzate armate tedesche lo costrinsero ad arretrare in direzione sud-ovest.

### Verso la Manica
Mentre gli Alleati fecero poco per minacciarli o sfuggire alla minaccia che rappresentavano, i Panzerkorps impiegarono le giornate del 17 e 18 maggio per rifornirsi, riparare i carri e far riposare gli uomini. Il 18 maggio Rommel costrinse i francesi a cedere Cambrai, semplicemente fingendo un attacco corazzato. Quel giorno, Reynaud inviò al primo ministro un laconico telegramma, che testimoniava però la drammaticità della situazione:
Il 19 maggio l'Alto Comando tedesco divenne molto fiducioso: gli Alleati sembravano incapaci di gestire gli eventi. Apparentemente sembravano non esserci serie minacce da sud - in effetti il generale Franz Halder, Capo dello stato maggiore dell'esercito, suggerì l'idea di attaccare Parigi immediatamente per costringere la Francia ad uscire dalla guerra in un colpo solo. Le truppe alleate a nord si stavano ritirando verso il fiume Schelda, con il loro fianco destro che dava strada alla III e alla IV Divisione Panzer. Il giorno seguente i Panzerkorps ricominciarono a muoversi, fecero breccia attraverso le deboli XVIII e XXIII Divisione Territoriale britanniche, occuparono Amiens e si assicurarono il controllo del ponte più a occidente sul fiume Somme, ad Abbeville, isolando le forze britanniche, francesi, belghe e olandesi a nord. Nella serata del 20 maggio un'unità di ricognizione della II Divisione Panzer raggiunse Noyelles, un centinaio di chilometri a ovest. Qui poté vedere l'estuario della Somme che sfociava nella Manica.

### Il Piano Weygand
Sempre il 20 maggio, il presidente del Consiglio francese Paul Reynaud destituì Maurice Gustave Gamelin per il suo fallimento nel contenere l'offensiva tedesca, e lo rimpiazzò con Maxime Weygand, che tentò immediatamente di escogitare nuove tattiche per contenere i tedeschi. Più urgente era comunque il suo compito strategico: egli concepì il piano Weygand, ordinando di isolare la punta di lancia delle forze corazzate tedesche con attacchi combinati da nord e da sud. Sulla carta questa sembrava una missione praticabile: il corridoio attraverso il quale i due Panzerkorps di von Kleist si erano mossi verso la costa era ampio solo 40 chilometri. In teoria Weygand aveva forze sufficienti per eseguire il piano: a nord le tre DLM e la BEF, a sud la IV DCR di de Gaulle.
Queste unità avevano un organico di circa 1200 carri e le divisioni Panzer erano nuovamente molto vulnerabili, con le condizioni meccaniche dei loro mezzi in rapido deterioramento. Ma le condizioni delle divisioni alleate erano molto peggiori. Sia a sud che a nord potevano in realtà raccogliere solo una manciata di carri armati. Ciò nonostante Weygand volò a Ypres il 21 maggio, per cercare di convincere i belgi e la BEF della validità del suo piano. Quello stesso giorno un distaccamento della British Expeditionary Force al comando del Maggiore-Generale Harold Edward Franklyn aveva già tentato di ritardare almeno l'offensiva tedesca, forse di isolarne la punta avanzata.
Ne risultò la Battaglia di Arras, che dimostrò l'abilità dei carri britannici Mk II Matilda, pesantemente corazzati (le armi anticarro tedesche da 37mm si rivelarono inefficaci contro di essi) e la cui offensiva sbaragliò due reggimenti tedeschi. Il panico che ne risultò (il comandante tedesco ad Arras, Erwin Rommel, riferì di essere stato attaccato da centinaia di carri, mentre solo 58 vennero impiegati in battaglia) rallentò l'offensiva tedesca e permise a Weygand, a Parigi, di dispiegare più unità a sud. Alla fine i tedeschi grazie all`uso dei cannoni antiaerei da 88mm in funzione anticarro fermarono e poi respinsero i britannici fino alla cresta di Vimy il giorno seguente.
Anche se questo attacco non faceva parte di alcun tentativo coordinato di distruggere i Panzerkorps, l'Alto Comando Tedesco venne preso dal panico molto più dello stesso Rommel: per un momento temettero di essere caduti in una imboscata e che un migliaio di carri alleati fossero in procinto di schiantare le loro forze d'élite, ma il giorno seguente avevano ripreso fiducia e ordinato al XIX Panzerkorps di Guderian di spingere verso nord, sui porti della Manica di Boulogne e Calais, sulle retrovie delle forze britanniche e alleate a nord. Lo stesso giorno, il 22 maggio, i francesi cercarono di attaccare da sud a est di Arras, con fanteria e carri, ma per quel momento la fanteria tedesca si era riunita e l'attacco, con qualche difficoltà, venne fermato dalla 32. Infanterie-Division.
Weygand, cercando di riprendere nuovamente il controllo dell'esercito francese, volò al fronte, ma venne abbattuto e perse contatto con il comando. Il comandante della Forza di Spedizione Britannica restò senza ordini per quattro giorni; solo il 24 maggio il primo attacco da sud poté essere lanciato, quando la VII DIC, appoggiata da una manciata di carri, fallì la riconquista di Amiens. Questo fu un tentativo abbastanza debole; comunque, il 27 maggio la I divisione corazzata britannica, trasportata in fretta dall'Inghilterra, attaccò in forze Abbeville, ma venne sconfitta con perdite ingenti. Il giorno seguente de Gaulle provò nuovamente con gli stessi risultati: ma, oramai, neanche un successo completo poteva salvare le forze a nord.

### La battaglia di Dunkerque
Nelle prime ore del 23 maggio, Gort ordinò una ritirata da Arras. Non aveva fiducia nel piano Weygand né nella proposta di quest'ultimo di cercare almeno di tenere una sacca sulla costa fiamminga, una Réduit de Flandres. I porti necessari per rifornire un tale punto d'appoggio erano già minacciati. Quel giorno la II Divisione Panzer assalì Boulogne e la X Divisione Panzer assaltò Calais. Boulogne resse fino al 25 maggio, appoggiata dai cacciatorpediniere che evacuarono 4368 uomini. Calais, benché rinforzata dall'arrivo del III Reggimento Reale Carri, equipaggiato con i Cruiser e dalla XXX Brigata Guardie, cadde in mano ai tedeschi il 27 maggio.
Mentre la I Divisione Panzer era pronta per attaccare Dunkerque il 25 maggio, Hitler le ordinò di fermarsi il 24. Questa rimane una delle decisioni più controverse dell'intera guerra. Hermann Göring aveva convinto Hitler che la Luftwaffe poteva impedire una evacuazione; von Rundstedt lo aveva avvertito che ogni ulteriore sforzo da parte delle divisioni corazzate avrebbe portato ad un periodo più prolungato di rifornimento e manutenzione. Attaccare le città non faceva parte dei normali compiti delle unità corazzate in nessuna dottrina operativa.
Accerchiati, i britannici lanciarono l'operazione Dynamo e l'operazione Ariel, evacuando le forze Alleate dalla sacca settentrionale in Belgio e nel Pas-de-Calais, a partire dal 26 maggio. La posizione britannica venne complicata dal piano del Re Leopoldo III del Belgio, di arrendersi il giorno seguente, spostato poi al 28 maggio.

### L'attacco italiano dalle Alpi
Il 2 giugno, i britannici inviarono sulle Alpi vicino al confine con la Svizzera la 79ª squadriglia della RAF per impedire ai tedeschi di occupare la Francia meridionale. La 79ª squadriglia era composta da 9 apparecchi e divisa in 4 sezioni.
Il 10 giugno, l'Italia dichiarò guerra alla Francia e alla Gran Bretagna.
Gli italiani concentrarono alla frontiera con la Francia 22 divisioni, 300000 uomini e 3000 cannoni, con grosse forze di riserva nella pianura padana. Nella notte fra il 12 e il 13 giugno i bombardieri italiani si diressero su Francia meridionale, Tunisia e Corsica e colpirono Saint-Raphaël, Hyères, Biserta, Calvi, Bastia e la base navale di Tolone. Nel corso della battaglia delle Alpi Occidentali (21-24 giugno 1940) l'Italia occupò una fascia di territorio francese (la «linea verde»), profonda circa una trentina di chilometri, a partire dal confine occidentale italiano. L'offensiva comprese tutto l'arco alpino occidentale, soprattutto verso i passi e i valichi, e le truppe italiane occuparono Mentone.

## La resa alleata
Le migliori e le più moderne delle armate francesi erano state spedite a nord e perse nell'accerchiamento risultante; i francesi avevano perso il meglio del loro armamento pesante e le loro migliori formazioni corazzate. Weygand si trovò davanti ad una emorragia sul fronte che si stendeva da Sedan alla Manica, e il governo francese aveva iniziato a perdere fiducia nella possibile sconfitta dei tedeschi, in particolare proprio perché le forze britanniche stavano evacuando dal continente, evento particolarmente simbolico per il morale francese. 
I tedeschi rinnovarono la loro offensiva, il 5 giugno, sulla Somme. Un attacco su Parigi guidato dai panzer spezzò le scarse riserve che Weygand aveva posto tra i tedeschi e la capitale, e il 10 giugno il governo francese si rifugiò a Bordeaux, dichiarando Parigi una città aperta. Churchill ritornò in Francia l'11 giugno, incontrando il Consiglio di Guerra francese a Briare. I francesi, chiaramente nel panico, volevano che Churchill concedesse ogni aereo da caccia disponibile per la battaglia aerea sopra la Francia; con soli 25 squadroni restanti, Churchill rifiutò, credendo che la battaglia decisiva si sarebbe combattuta sulla Gran Bretagna (si veda battaglia d'Inghilterra).
Il primo ministro britannico, in quell'incontro, ottenne la promessa dell'ammiraglio francese François Darlan che la flotta francese non sarebbe caduta in mani tedesche. Il 14 giugno le truppe tedesche entrarono a Parigi e il 17 il maresciallo Pétain chiese la resa.
I combattimenti continuarono a est fino a quando il generale Pretelat, comandante del II Gruppo di armate francesi, non fu costretto ad arrendersi, il 22 giugno. Il 25 giugno 1940 l'armistizio fu firmato dalla Francia con le potenze dell'Asse.

## Bilancio e conseguenze

La suddivisione della Francia dopo la vittoria tedesca: in rosso i territori annessi al Reich, in rosa i territori occupati militarmente dalla Wehrmacht, e in blu il territorio della Francia di Vichy.

La Francia avviò le trattative per l'armistizio il 22 giugno, e Hitler volle che la pace venisse firmata nello stesso vagone ferroviario in cui era stato firmato l'armistizio del 1918 che aveva sancito la fine della prima guerra mondiale. Il nuovo armistizio venne firmato a Compiègne ed entrò in vigore il 25 giugno. Successivamente il vagone venne trasferito a Berlino per celebrare la vittoria, venendo però distrutto durante i bombardamenti aerei alleati sulla capitale tedesca. Paul Reynaud, il presidente del Consiglio francese, avendo firmato un accordo con la Gran Bretagna con il quale si impegnava a non sancire una pace separata con la Germania nazista, rassegnò le dimissioni, e venne sostituito dal Maresciallo Philippe Pétain, che fu incaricato di negoziare un armistizio con la Germania.

### Le clausole armistiziali
Hitler non intendeva umiliare eccessivamente la Francia, in modo da assicurarsene, se non l'alleanza, almeno la collaborazione in una neutralità che impedisse alla Gran Bretagna di sfruttare le risorse coloniali francesi. Questa morbidezza era giustificata dal fatto che la Germania non sarebbe stata in grado di impadronirsi direttamente del vasto impero coloniale francese, e pareva più opportuno che i territori d'oltremare rimanessero amministrati direttamente dai francesi. Inoltre, nell'assetto europeo che sarebbe conseguito alle vicende belliche, il dittatore tedesco considerava la Francia un pilastro importante della "nuova Europa". I tedeschi figurarono così, almeno nel 1940, come un nemico rispettoso e moderato. Nelle condizioni di armistizio non fu prevista quindi né la consegna della flotta da guerra (che era la quarta al mondo, bene addestrata e disciplinata) né la resa dell'impero coloniale.
I francesi inoltre ottennero anche di poter tenere la flotta all'ancora nelle basi d'oltremare. Gli assetti territoriali definitivi furono rimandati al trattato di pace che sarebbe intervenuto alla fine della guerra. La Francia venne divisa in due zone: il nord del paese e una fascia costiera sull'Atlantico vennero occupati militarmente dalla Germania, mentre sul resto del paese aveva giurisdizione un governo neutrale guidato da Pétain, con sede presso il centro termale di Vichy, da qui il nome di "Francia di Vichy". L'esercito francese doveva essere smobilitato nel continente, mantenendo una forza minima sufficiente alle esigenze di ordine pubblico. La Francia poteva però mantenere oltremare le forze necessarie per il presidio dell'impero coloniale.

### De Gaulle e la France libre
Charles de Gaulle, che era stato nominato sottosegretario della Difesa nazionale da Paul Reynaud, era nel frattempo riparato a Londra dove il 18 giugno trasmise da Radio Londres il suo primo appello alla popolazione francese al quale seguì quello del 22 giugno dove si rifiutò di riconoscere la legittimità del futuro governo di Vichy e iniziò ad organizzare le proprie forze sotto il nome di France libre. In un primo momento De Gaulle, sconosciuto alla maggior parte dei francesi, apparve come un traditore del legittimo governo di Pétain, e ci volle del tempo perché potesse acquistare il prestigio e l'autorità che in seguito gli vennero riconosciute.
Nel contempo la Gran Bretagna, dubitando della promessa dell'ammiraglio Darlan di non far cadere in mano tedesca la flotta francese ancorata a Tolone, decise di attaccare le navi francesi ancorate a Mers-el-Kebir, e la Francia reagì interrompendo le relazioni diplomatiche con il Regno Unito e iniziando invece un periodo di collaborazionismo con l'ex-avversario tedesco.

### Perdite
Circa le perdite dei due schieramenti esistono pareri discordanti. Approssimativamente circa 27074 soldati tedeschi rimasero uccisi, a cui si devono aggiungere i 111034 feriti e i 18384 dispersi, il che porta ad un totale di 156000 uomini. Da parte alleata, invece, 1900000 furono i prigionieri di guerra francesi, oltre ai 90000 soldati francesi morti, e i 200000 feriti; a cui bisogna sommare i 68111 soldati britannici, 23350 belgi, 9779 olandesi e 6092 polacchi tra morti e feriti. In pratica l'esercito francese ne uscì annientato con oltre 2292000 perdite tra le sue file.